# 田中義清
田中 義清（たなか よしきよ、生没年不詳）は、平安時代の武将。里見義俊の次男で、里見義成の弟。子に田中重政。

## 概要
『千家系譜』､『千利休由緒書』によると、安土桃山時代の茶人・千利休（田中与四郎）はその末裔とされるも、具体的な確証がなく疑わしい。
平安時代に上野国の田中村（現在の群馬県太田市）に居館を構えて田中氏と称した。田中氏は後に越後国に所領を与えられて同地から赴いたという。館の跡地には長慶寺が建立（開基は義清、開山は慶弁）され、この寺は利休ゆかりの寺としても知られている。